# سليم التومي
سليم التومي أو سليم الثومي، هو قائد قبيلة الثعالبة، عين أميرًا لمدينة الجزائر في بداية القرن السادس عشر.

## تاريخ
عندما سقطت مدينة بجاية تحت قبضة الإسبان يوم 6 يناير 1510، ذهب “سليم التومي” حاكم مدينة الجزائر العاصمة إلى بجاية لإعلان ولائه للقائد الإسباني بيدرو نافارو. إشترط هذا الأخير على سليم التومي دفع ضريبة باهضة وإطلاق سراح كل العبيد المسيحيين الأسرى في يد سكان المدينة، ومن جهة أخرى فرض بناء قلعة على تلال الجزر المقابلة لمدينة الجزائر 
حصن الصخرة (الجزائر) والتي أصبحت تُعرف ب”البينيون El peñon” نسبة للصخور الصلبة التي بنيت فوقها. بُنيت القلعة على شكل مُثمن وحُصّنت بحصنين وكان يربض فيها حوالي 200 جندي إسباني. كان موقع البينيون قريبا من مدينة الجزائر بحيث أن طلقات المدافع تصل اليابسة وأن طلقات المدفعية تمر فوق المدينة من سور إلى أخر. ومهمة هذا الحصن هي مراقبة كل ما يجري من تحركات في البحر دون انقطاع ومنع القراصنة من استعمال الميناء ملجأً. وبحسب أحد الأقوال الشعبية آنذاك، كانت البينيون شوكة في قلب كل جزائري. للتخلص من هذه القلعة ونقض المعاهدة المجحفة مع الإسبان، فكر “سليم التومي” في «الإخوة بربروس» الذين كانوا يسيطرون على ميناء جيجل وأعتقد أنهم أفضل من يساعده على تهديم القلعة.

## اتفاقية سليم التومي مع عروج
أوفد سكان مدينة الجزائر عدة شخصيات بارزة لإقناع عائلة بربروس لمساعدتهم على القضاء على قلعة البينيون والجنود الإسبان الموجودين فيها. يقول المؤرخ الأمريكي ويليام سبنسر: «وقد عُقدت اتفاقية بين سكان المدينة وحاميهم الجديد تحدد بمقتضاها أن تُحترم سيادة مدينتهم وأن لا يخضعوا لدفع أية إتاوة جديدة ولا لأي تدخل في تجارتهم وأن تكون مساعدة عروج مقصورة على استرجاع صخرة (البينيون)».
ويقول هاييدو «وقبلت عائلة بربروس هذا الطلب ورأت في ذلك فرصة للاستيلاء على مدينة الجزائر الهامة والغنية جدا والمأهولة بالسكان وخاصة كونها مريحة ومناسبة لعمليات القرصنة».
سار عروج وإخوته بسفنهم وجيشهم نحو مدينة الجزائر العاصمة وقبل أن يقوموا بمهاجمة قلعة “البينيون”، شنوا حملة على شرشال وطردوا منها القرصان “ قارة حسن” الذي كان منافسا لعروج.
عندما وصل عروج إلى مدينة الجزائر العاصمة باشر بحفر خندق ونصب مدفعيته مقابل القلعة وبدأ هجومه عليها، غير أن ضعف مدفعيته منعته من تحقيق نتائج مُرضية. وبعد عشرين يوما بدأ سكان مدينة الجزائر يضيقون ذرعا من تصرفات جنود عروج. يقول هاييدو «ولم يتحمّل سكان المدينة تصرفات الأتراك لممارستهم العنف والسرقة وغطرستهم مما زاد الوضع سوءا.». ويضيف وليم سبنسر «و لما رأى سليم تومي أن حكمه قد ذهب انسحب إلى حماية قبيلته في المتيجة. وكان ذلك بمثابة مؤامرة لإخراج الزائرين الذين أصبحوا غير مرغوب فيهم والذين تطلّب سلوكهم تجاه السكان النظر إليهم كمحتلين عسكريين»

## وفاة سليم التومي
ولكن لما رأى بعض سكان مدينة الجزائر وعلى رأسهم سليم التومي أن الأتراك بدأوا في التحكم في الوضع؛ أدرك هذا الأخير أن سلطته بدأت تتقلص ونفوذه بدأ ينقص، فأراد استرجاع مكانته الأولى، ولو على حساب البلاد والعباد حيث اتصل بالإسبان للاستعانة به،؛ ولكن عروج تفطن لذلك، وأمر بقتله ليتخلص من دسائسه؛ ويستريح منه، ليتفرغ لجهادهم. ويروي ويليام سبنسر أنه عندما أدرك عروج أن سليم التومي قد انسحب إلى المتيجة عمل على إرجاعه إلى مدينة الجزائر «مُظهرا له الولاء ثم شنقه بقماش عمامته وهو في الحمام لما كان هذا الرئيس سيئ الحظ يتأهب لأداء صلاة الظهر». ويَضيف «ويخبرنا مؤلف مجهول في حوليته “غزوات عروج وخير الدين” أن عروج قد روّج لكلمة فحواها أن سليم تومي كان قد اختنق في حمامه»، فقام كل من الأتراك والأهالي على إثرها وأخذوا أسلحتهم ثم ذهبوا برئيسهم على صهوة حصان إلى المسجد الكبير أين ودعوه الوداع الأخير كحاكم لمدينة الجزائر.

### معلومات كاملة للمراجع
- سبنسر، وليام (2006). الجزائر في عهد رياس البحر. ترجمة: عبد القادر زبادية. الجزائر: دار القصبة. ISBN:978-9961-64-695-3. OCLC:191881370. {{استشهاد بكتاب}}: الوسيط غير المعروف |1وصلة مؤلف= تم تجاهله (مساعدة)
- كورين شوفالييه الثلاثون سنة الأولى لقيام دولة مدينة الجزائر 1510-1541.
- هايدو، دييغو دي (2013). تاريخ ملوك الجزائر. ترجمة: أبو لؤي عبد العزيز الأعلى. عين مليلة، الجزائر: دار الهدى. ISBN:978-9947-0-3856-7. OCLC:949441338. {{استشهاد بكتاب}}: الوسيط غير المعروف |1وصلة مؤلف= تم تجاهله (مساعدة)
- سحنون الراشدي، أحمد بن محمد بن علي (1973). الثغر الجماني في ابتسام الثغر الوهراني. الجزائر: دار الهدى. {{استشهاد بكتاب}}: الوسيط غير المعروف |تحقيق= تم تجاهله (مساعدة)